# Insektycydy karbaminianowe

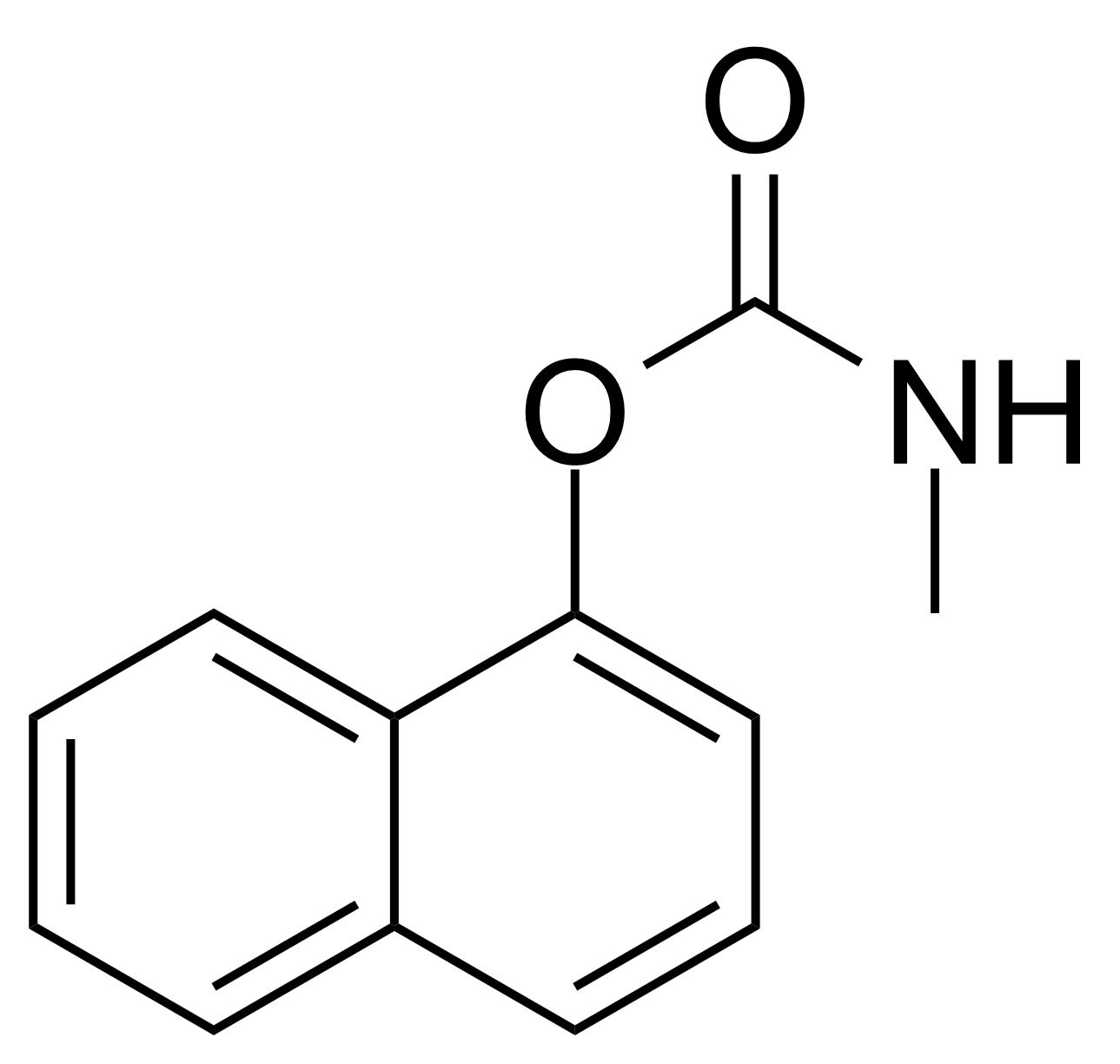
Karbaryl

Insektycydy karbaminianowe, insektycydy karbaminowe – grupa insektycydów będących pod względem chemicznym pochodnymi kwasu karbaminowego. Są też stosowane jako herbicydy, nematocydy i fungicydy.
Są one skutecznymi środkami szkodnikobójczymi, ale działają toksycznie także na pożyteczne owady (na przykład pszczoły), jak również ryby. Większość z nich jest stosunkowo mało niebezpieczna dla ssaków.

## Właściwości chemiczne
Mają postać krystalicznych proszków. Słabo rozpuszczają się w wodzie, lepiej w rozpuszczalnikach organicznych. Są nietrwałe chemicznie, łatwo ulegają hydrolizie.

## Przykłady związków
- karbaryl
- karbofuran
- primor
- izolan
- aldikarb

## Toksyczność

### Mechanizm działania toksycznego
Insektycydy karbaminianowe dostają się do organizmu przez skórę, przewód pokarmowy i drogi oddechowe. Są dość szybko metabolizowane i wydalane z moczem.
Mechanizm działania toksycznego jest analogiczny do działania estrów fosforanowych. Polega na blokowaniu aktywności cholinoesteraz, enzymów niezbędnych dla prawidłowego funkcjonowania układu nerwowego.
Wiązanie insektycydów karbaminianowych z miejscem aktywnym enzymu jest odwracalne, enzym stosunkowo szybko może powrócić do swojej pierwotnej aktywności. Dzięki temu ta grupa insektycydów jest mniej toksyczna od związków fosforoorganicznych.

## Zatrucia
Zatrucia zdarzają się u osób narażonych zawodowo na insektycydy oraz niekiedy w gospodarstwach domowych przez przypadkowe spożycie lub polanie się nimi. Z reguły kończą się wyleczeniem. Objawy są analogiczne jak w zatruciu estrami fosforanowymi, jednak mniej nasilone i mniej niebezpieczne.
Dla wywołania objawów zatrucia konieczne jest przyjęcie dużych dawek (ok. 1,5 mg/kg masy ciała), a nawet w takich przypadkach odpowiednio leczone objawy ustępują po kilku godzinach. Karbaminiany powodują uszkodzenia wątroby i nerek. Nie udowodniono występowania u zatrutych późnych powikłań, działania mutagennego czy rakotwórczego.

## Leczenie zatruć
Leczenie zatruć polega na zabezpieczaniu czynności oddechowej (w razie potrzeby zastosowaniu sztucznego oddychania) i podawaniu atropiny. Nie zaleca się stosowania oksymów jako odtrutek, gdyż stan chorego może się pogorszyć zamiast polepszyć.